# Zur Schmerzhaften Muttergottes (Druisheim)

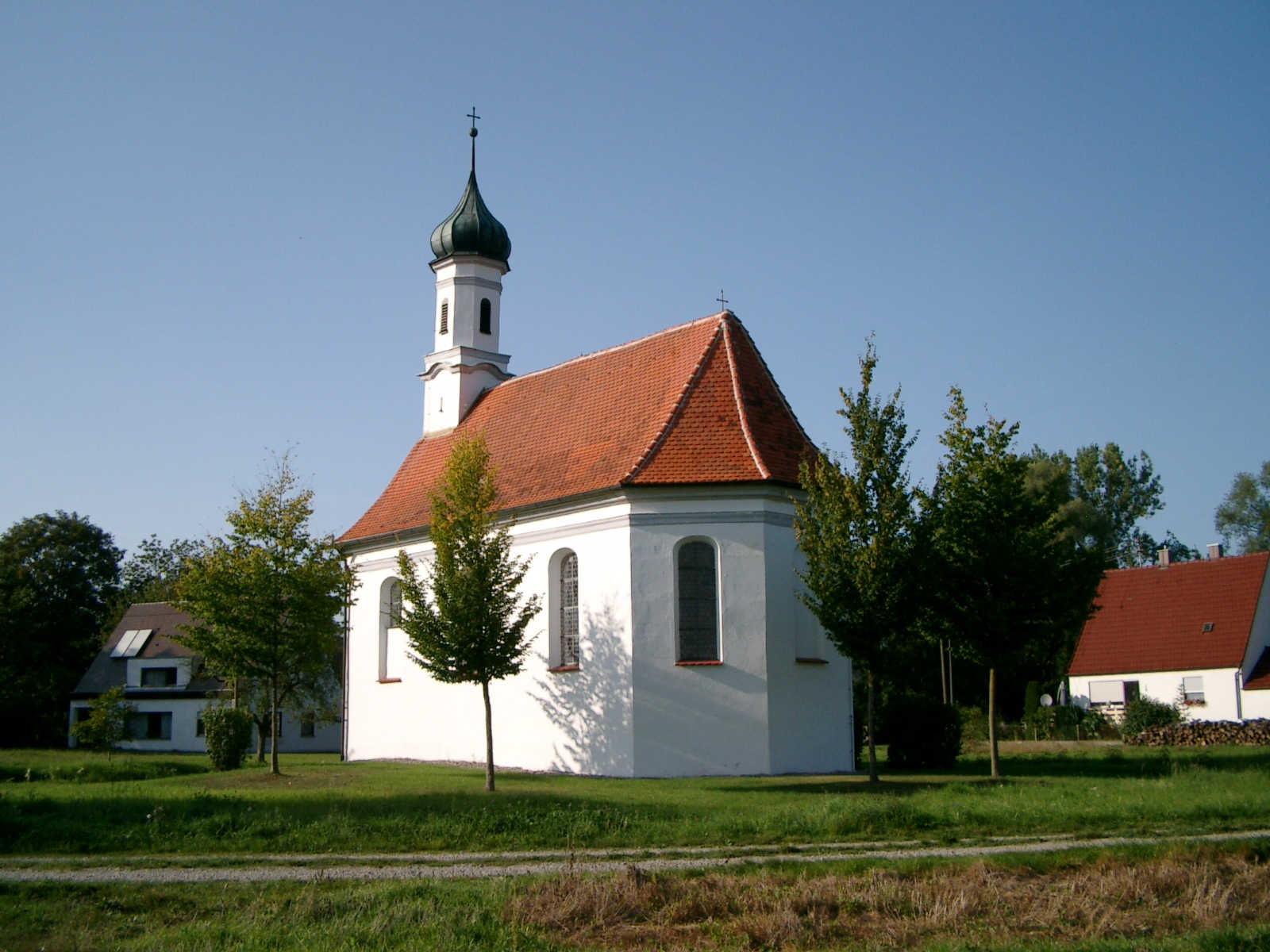
Zur Schmerzhaften Muttergottes in Druisheim

Die römisch-katholische Kapelle Zur Schmerzhaften Muttergottes steht in Druisheim, einem Ortsteil von Mertingen im Landkreis Donau-Ries in Bayern. Das denkmalgeschützte Bauwerk ist in der Liste der Baudenkmäler in Mertingen unter der Nr. D-7-79-181-8 eingetragen.

## Beschreibung
Die Saalkirche besteht aus einem Langhaus, das im Osten dreiseitig geschlossen ist. Über dem Giebel im Westen erhebt sich ein quadratischer Dachreiter, dessen achteckiges Obergeschoss den Glockenstuhl beherbergt und der mit einer Zwiebelhaube bedeckt ist. 
Der Stuck im Innenraum stammt von Franz Xaver Feuchtmayer, die Fresken hat Matthäus Günther gestaltet. Das Altarretabel des von zwei Säulen flankierten Altars trägt ein geschnitztes Gnadenbild. Eine Pietà ist um 1600 entstanden.